# Navarrské království
Navarrské království (baskicky Nafarroako Erresuma, španělsky Reino de Navarra, francouzsky Royaume de Navarre, latinsky Regnum Navarrae), původně Pamplonské království (baskicky Iruñeko Erresuma), bylo evropské království ležící na Pyrenejském poloostrově u Atlantského oceánu. Jeho hlavním městem byla Pamplona (baskicky Iruña či Iruñea). Za datum vzniku království se tradičně pokládá rok 824, kdy tamní baskický vůdce Íñigo Arista získal titul pamplonského krále a ukončil nadvládu Franské říše. Teprve v roce 1162 začal Sancho VI. jako první užívat titul krále navarrského (Rex Navarre).
Většina území zaniklého království je v součástí Španělska. Malá část severně od Pyrenejí je součástí Francie.

## Etymologie
Ačkoliv jsou doklady o starších podobných toponymech, první řádně  zdokumentované použití latinského navarros se objevuje až v Eginhardově kronice Vita Caroli Magni. Mimo ni se o "nabarros" zmiňují ještě Letopisy království Franků. Další franské zdroje zmiňují "nabarri/navarri", "Hispani wascones", a také "pampilonensi".
Existují dva možné původy  jména Navarra/Nafarroa/Naparroa:
- Baskické nabar (skloňovaný absolutive singular nabarra): "nahnědlý", "vícebarevný", které by bylo kontrastem k zeleným horám severně od původního navarrského hrabství.
- Baskické naba, kastilské nava ("údolí", "planina", vyskytuje se napříč Španělskem) + Baskické herri ("lidé", "země").

Lingvista Joan Coromines považuje naba za ne zcela baskického původu, ale za součást širší baskické jazykové rodiny, která zahrnovala také pre-románské jazyky Akvitánie.

## Pozadí vzniku

Kmeny v oblasti západních Pyrenejích

Království vzniklo na jižní straně západnách Pyrenejí v nížínách okolo města Pamplona. Podle římských geografů (např. Plinius starší a Livius) byla tato oblast obydlena Vaskony a dalšími pre-indoevropskými kmeny. Tyto kmeny mluvili archaickou verzí baskičtiny, tzv. proto-baskičtiny. Římská říše území plně ovládla okolo roku 74 př.n.l., ale narozdíl od akvitánských kmenů na severu si Baskové vyjednali své  podvolení se Římské řísi.  Území bylo nejprve součástí římské provincie Hispania Citerior a později Hispania Tarraconensis, v rámci kterých bylo pod jurisdikcí conventu iuridicus v Caesaraugustě (moderní Zaragoza).
Římská říše ovlivnila oblast urbanizací, jazykem, infrastrukturou a obchodem. Během Setoriovy války nařídil Pompeius založení města  na území Vaskonů. Město bylo založeno v místech stařšího vaskonského osídlení, později dostalo název Pompaelo a vyvinula se z něj dnešní Pamplona.  Romanizovaní Vaskonové přijali latinu,  která se v této oblasti později vlivem baskičtiny vyvinula do podoby navarro-aragonštiny. Přesto byla samotná baskičtina poměrně rozřířená, zvláště rurálních oblastech a v okolí hor.
Po pádu Západořímské říše se Vaskonové stali součástí Vizigótské říše. Jejich integrace však probíhala pomalu i kvůli častým občanským válkám. Během muslimského dobytí Španělska se baskické elity většinou přidali na stranu Umajjovského chalífátu v naději na stability.  Roku 718 Pamplona sjednala pakt, který jí zaručoval širokou autonomii výměnou za podrobení se Cordobskému emirátu a placení tributu. Pohřební vzory této doby ukazují jak silnou vazbu na merovejskou franskou říší a gaskoňskou Akvitánii, tak na muslimské vládce z jihu. Nalezly se předměty s islámskými texty. Využívání muslimského hřbitovu v Pamploně se rozpíná na dobu odpovídající několika generacím, což naznačuje přítomnost muslimské posádky v prvních dekádách po invazi muslimů. 
Původ, respektive založení Pamplonského království je neoddělitelně spjat s jižní expanzí Franské říše za vlády Merovejců a později i Karlovců. Okolo roku 601 bylo Merovejci založeno Vasconské vévodství, které se rozprostíralo na kraji římské provincie Novempopulania od řeky Garonne na jihu až po severní stranu Pyrenejí. Prvním doloženým vévodou byl Genial, který držel vévodství až do roku 627. 
Vasconské vévodství se tehdy stalo hraničním územím s různými stupni autonomie udělované merovejskými králi. Útlak Vasconského a Akvitánského vévodství vedl k rebelii, kterou vedl Lupo II. Gaskoňský.  Pipin Krátký uspořádal trestnou výpravu do Akvitánie (760-768), která povstání potlačila. Následně bylo vévodství rozděleno na několik hrabství. Podobně byly ve východních Pyrenejích ustanoveny Španělská a Gótská marka, které měli sloužit jako nárazníkové území mezi Franskou říší a Córdobským emirátem.

## Historie
Navarrské království v době svého největšího územního rozsahu, na konci vlády Sancha III. (1035), zahrnovalo dnešní španělské země Navarra, Baskicko, La Riola, Kantábrie a severní části Kastilie a Aragonu. Postupně se od něj oddělily jako samostatné království Kastilie a Aragon. S Aragonským královstvím byla Navarra v letech 1054–1134 spojena personální unií a později také s Francií v  letech 1285–1328. V průběhu 12. století byla západní část Navarry (dnešní Baskicko a La Riola) připojeny ke Kastilii.
V roce 1513 anektovala Kastilie část Navarrského království jižně od Pyrenejí (Horní Navarra). Malá část království ležící severně od Pyrenejí (Dolní Navarra), zůstala nezávislá. Její král Jindřich III. Bourbonský se roku 1589 stal králem Francie a Navarra byla spojena personální unií s Francií. Za vlády Jindřichova syna Ludvíka XIII. byla v roce 1620 personální unie obou zemí zrušena a Navarra byla začleněna do Francouzského království, čímž Navarrské království zaniklo. Toto území ovšem užívalo společně s provincií Béarn jistý stupeň autonomie až do roku 1792. Poslední zbytky autonomie španělské části byly zrušeny v roce 1841.

## Geografie

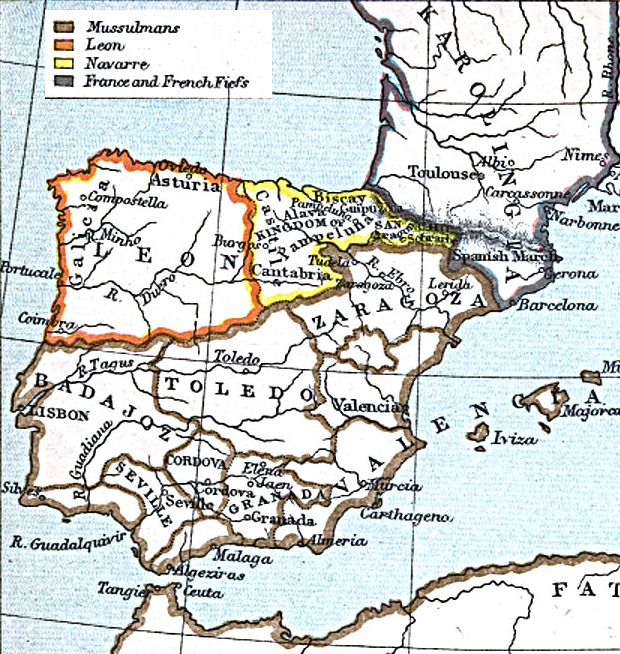
Navarra během největšího rozsahu, žlutě (1030)
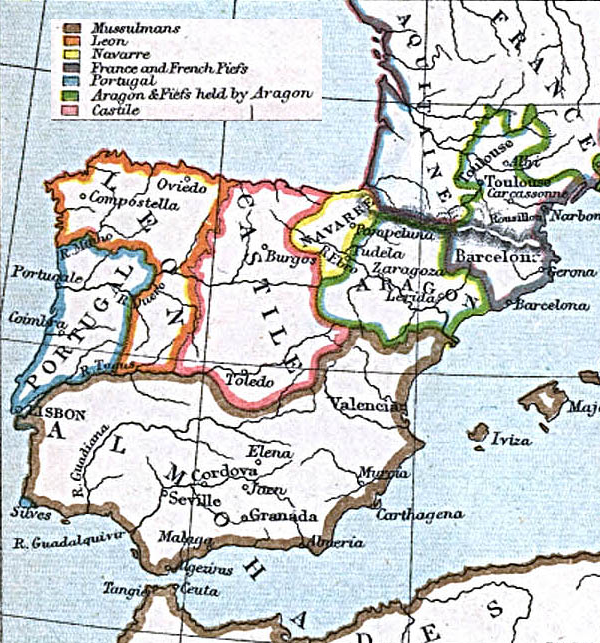
Navarrské království v roce 1210
Navarrské království (tmavá červená) v roce 1400
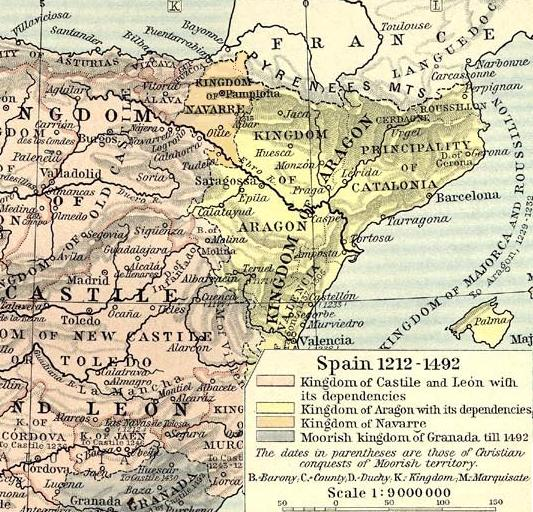
Rozsah navarrského království v letech 1250–1512
Navarra před obsazením Kastilií 1463–1530

## Symbolika

vlajka:
standarta pamplonského krále (se znakem dle pečeti Sancha III.)
raná korouhev krále Navarry na začátku 13. století se znakem od roku 1212
pozdní standarta navarrských králů

znak království:
štít z pečeti Sancha VI. (1150–1194)
1234–1580 nezávislé království
16. století
17.–19. století

znaky dynastií:
dynastie Jimenézů
dynastie ze Champagne (1234–1284)
Kapetovci (1285–1328)
dynastie Évreux (1328–1425)
dynastie Foix (1425–1479)
dynastie Foix (1479–1483)
dynastie d'Albret (1483–1512)
znak Jindřicha IV. (1572–1589)